# 卢韦尔塞
卢韦尔塞（法語：Louversey，法語發音：[luvɛʁsɛ]）是法国厄尔省的一个市镇，位于该省中部偏南，属于埃夫勒区。

## 地理
卢韦尔塞（48°59'17"N, 0°54'54"E）面积10.73 平方千米，位于法国诺曼底大区厄尔省，该省份为法国北部内陆省份，北起滨海塞纳省，西接奧恩省和卡爾瓦多斯省，南至厄尔-卢瓦省，东临瓦兹省、瓦兹河谷省和伊夫林省。
与卢韦尔塞接壤的市镇（或旧市镇、城区）包括：贝维尔拉康帕涅、比雷、科朗德尔-坎卡尔农、乌什地区孔什、法沃罗勒拉康帕涅。

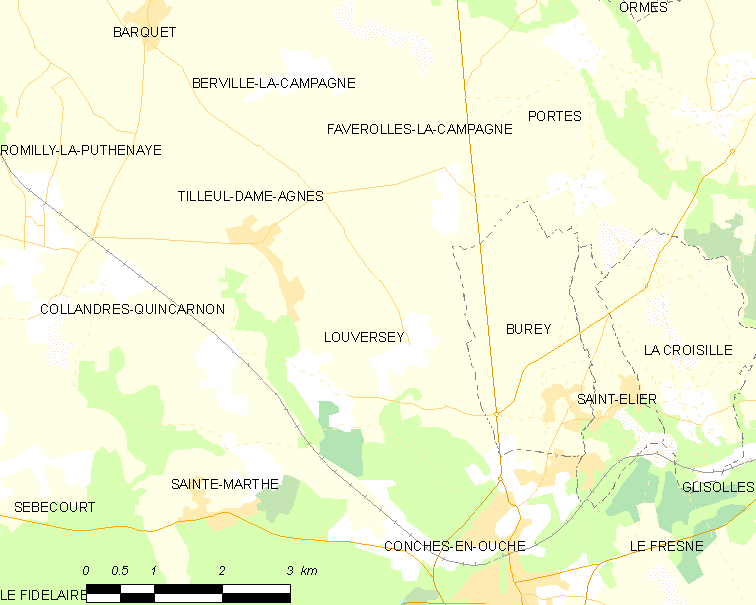
卢韦尔塞的OSM定位图

卢韦尔塞的时区为UTC+01:00、UTC+02:00（夏令时）。

## 行政
卢韦尔塞的邮政编码为27190，INSEE市镇编码为27374。

## 政治
卢韦尔塞所属的省级选区为乌什地区孔什县。

## 人口

1962-2008年间卢韦尔塞人口变化图示

卢韦尔塞于2022年1月1日时的人口数量为506人。